# Партнерство
Партне́рство або товари́ство — форма організації підприємницької діяльності, що ґрунтується на об'єднанні (зазвичай пайовому) майна різних власників. При партнерстві двоє або більше осіб об'єднують своє майно, стають співвласниками створеного підприємства, спільно керують виробництвом і власністю, розподіляють прибуток і несуть відповідальність за свої зобов'язання.
Товариство у переважній більшості випадків є закритою компанією. Для зміни власників паїв необхідна згода більшості його членів. Кількість членів товариства відносно невелика. В залежності від розміру внесеного паю, власники пропорційно отримують прибуток від діяльності товариства та мають відповідну кількість голосів.
Партнерство існує як у малому, так і у великому бізнесі. У малому бізнесі об'єднуються зусилля кількох приватних осіб, в основному з невеликим капіталом, або особи, що перебувають у спорідненості, члени однієї сім'ї. У країнах з ринковою економікою партнерство у великому бізнесі представлене товариствами на паях, кооперативами, колективними народними підприємствами.

## Види партнерства
Розрізняють такі види партнерства: повне товариство (товариство з необмеженою відповідальністю), товариство з обмеженою відповідальністю і командитне товариство (змішане).
Повне товариство є найпоширенішою формою. Відповідальність за діяльність фірми несуть учасники, в залежності від розміру як внеску, так і особистих коштів. Статус повного товариства характерний для невеликих фірм у сфері професійних послуг (юридичних, аудиторських, медичних тощо).
У товариствах з обмеженою відповідальністю майнова відповідальність партнерів не перевищує суми, яку вони внесли до статутного фонду. Таку форму партнерства мають фірми, які реалізують будівельні проєкти, займаються розробкою природних ресурсів, здійснюють операції з нерухомістю та інші види діяльності в капіталомістких сферах.
Командитне (змішане) товариство є об'єднанням дійсних членів, які несуть повну (необмежену) відповідальність, та учасників за принципом обмеженої відповідальності (майнова відповідальність обмежується зробленим внеском у капітал товариства). Лише дійсні члени товариства володіють правом голосу в таких фірмах.

## Переваги та недоліки партнерства
Частка партнерства у ринковій економіці невелика, проте вони мають ряд переваг перед одноосібним володінням:
- більші можливості розширення виробництва (внаслідок злиття капіталів декількох осіб);
- кращий доступ до кредитних ресурсів (банки більше довіряють партнерствам, ніж одноосібним господарствам);
- вдосконалення процесу управління виробництвом і власністю (внаслідок спеціалізації учасників на виконанні окремих управлінських функцій);
- збереження простого та пільгового механізму оподаткування;
- зменшення ризику банкрутства.

Разом з тим у них є і негативні сторони діяльності:
- необхідність узгодження його між учасниками прийняття рішень ускладнює процес управління;
- необхідність відповідальності окремих осіб за неправильні рішення, від яких партнерство не застраховане;
- при виході учасника з партнерства, його вклад (пай) не може бути виставлений на відкритий ринок, тому інші учасники або треті особи зобов'язані викупити його.